# ويل برادلي
ويل برادلي (بالإنجليزية: Will Bradley)‏ هو قائد فرقة ‏ أمريكي، ولد في 12 يوليو 1912 في نيوجيرسي في الولايات المتحدة، وتوفي في 15 يوليو 1989 في فليمنغتون في الولايات المتحدة.

## وصلات خارجية
- ويل برادلي على موقع ميوزك برينز (الإنجليزية)
- ويل برادلي على موقع أول ميوزيك (الإنجليزية)
- ويل برادلي على موقع ديسكوغز (الإنجليزية)